# Jaroslav Bartoš (fotbalista)
Jaroslav Bartoš (* 19. prosince 1946) je bývalý český fotbalový útočník.

## Fotbalová kariéra
V československé lize hrál za SONP Kladno. Nastoupil ve 13 ligových utkáních a dal 1 gól.

## Ligová bilance
| Ročník                                   | Zápasy | Góly | Minuty | Klub        |
| ---------------------------------------- | ------ | ---- | ------ | ----------- |
| 1. československá fotbalová liga 1969/70 | 13     | 1    | 817    | SONP Kladno |
| CELKEM 1. liga                           | 13     | 1    | 817    |             |